# Dell Demps
Dell Demps (* 12. Februar 1970 in Long Beach, Kalifornien) ist ein ehemaliger Basketballspieler, und Funktionär sowie seit 2020 Assistenztrainer bei den Utah Jazz. Zuvor war Demps von 2010 bis 2019 General Manager der New Orleans Pelicans. Er ging auf die University of the Pacific und spielte in der NBA für die Golden State Warriors, die San Antonio Spurs und die Orlando Magic.